# Deroplia alutacea
Deroplia alutacea är en skalbaggsart som först beskrevs av Thomson 1860.  Deroplia alutacea ingår i släktet Deroplia och familjen långhorningar.
Artens utbredningsområde är:
- Moçambique.
- Zimbabwe.

Inga underarter finns listade i Catalogue of Life.